# Cultura Veraziana

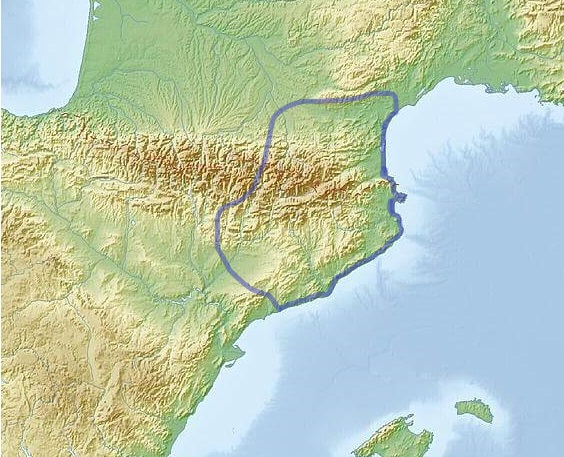
Estensione geografica

La cultura di Véraza o Veraziana   è una delle culture materiali proprie di un gruppo di popolazioni preistoriche che sono vissute fra il 3500 a.c. ed il 2000 a.c. (tra la fine del neolitico ed il calcolitico) in Catalogna, nel dipartimento dell'Aude sui Pirenei Orientali, nella regione della Linguadoca-Rossiglione, sulle rive del fiume Véraza e dell'attuale comune di Véraza (nel dipartimento dell'Aude).

## Storia
Alla cultura veraziana sono legati alcuni dei monumenti megalitici della regione, in particolare i dolmen Lo Morrel dos Fados a Pépieux nell'Aude.
Alcuni edifici risalenti alla cultura veraziana sono stati portati alla luce nel 2008 da alcuni ricercatori dell'Istituto nazionale delle ricerche archeologiche preventive francese (Inrap), nella località Lo Badarel del villaggio di Montredon, all'interno del territorio del comune di Carcassonne.